# 무반주 첼로 모음곡

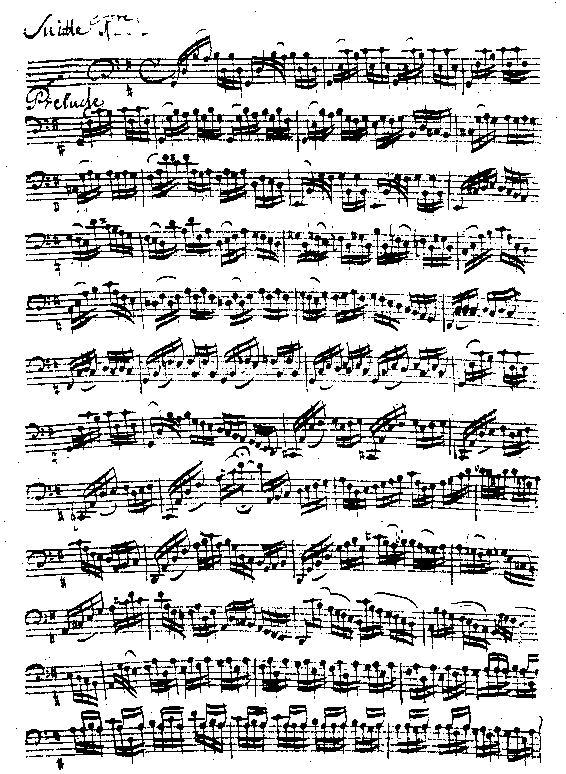
안나 막달레나 바흐의 모음곡 1번 G 장조의 첫 페이지, BWV 1007

요한 세바스찬 바흐가 작곡한 《여섯 개의 무반주 첼로 모음곡》은 역사상 무반주 첼로 솔로를 위해 쓰인 최고의 작품 중 하나라는 평가를 받는다. 이 곡들은 바흐가 쾨텐에서 카펠마이스터로 활동했을 때인 1717년부터 1723년 사이에 쓰였을 가능성이 매우 높다.
이 모음곡들은 다양한 기술적 요소, 풍부한 감정적 표현, 그리고 바흐의 호소력 짙은 음색을 전달하고 있다. 하지만, 이 모음곡들을 오늘날 가장 널리 알려진 바흐의 작품으로 만들어준 것은 바로 '친근함'이 아닌가 싶은데, 이는 각각의 스타일을 열렬하게 추종하는 애호가들이 원하는 만큼 다양한 음악적 해석을 바탕으로 녹음한 곡들이 많다는 점에서 살펴볼 수 있다.
최근 연구 결과에 따르면, 원래 이 모음곡들은 오늘날 우리에게 익숙한 다리 사이에 놓고 연주하는 다 감바 스타일의 첼로가 아닌 바이올린처럼 어깨에 얹고 연주하는 다 스팔라 악기를 위해 작곡되었다고 한다. Sigiswald Kuijken과 Ryo Terakado는 오늘날 비올론첼로 다 스팔라로 알려진 이 악기로 연주한 첼로 모음곡 음반을 발표했는데 이 악기들은 악기 제작자 Dmitri Badiarov에 의해 복원되었다. 그 당시의 악기들을 일컫는 용어의 범람은 오늘날 큰 혼란을 유발했으며, 이 덕분에 "바흐가 의도했던" 악기가 무엇인지에 관한 토론은 현재진행형이다.
모음곡들은 바이올린, 비올라, 더블 베이스, 비올라 다 감바, 만돌린, 피아노, 마림바, 클래식 기타, 리코더, 프렌치 호른, 색소폰, 베이스 클라리넷, 바순, 트럼펫, 트롬본, 유포니움, 그리고 튜바와 같은 다양한 악기들로 편곡되어왔다.

## 역사

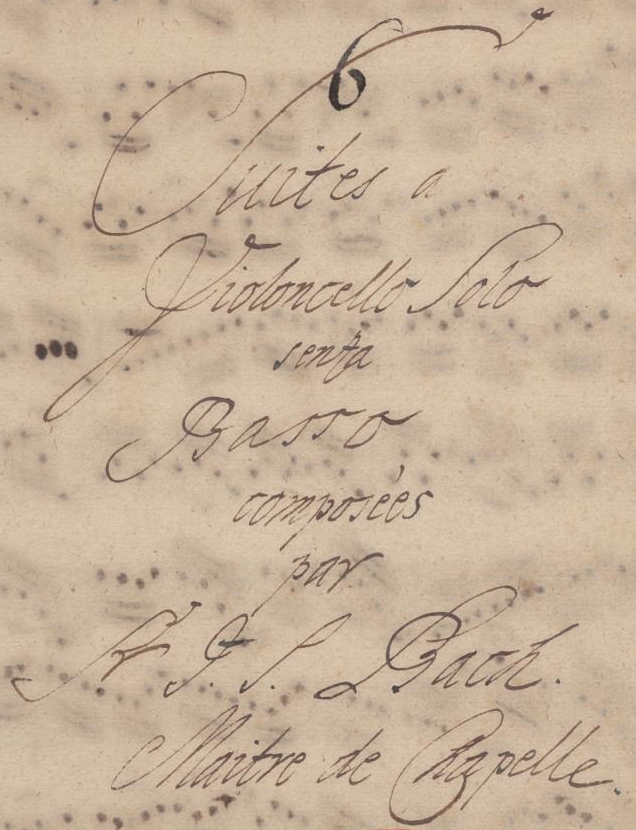
안나 막달레나 바흐의 악보 타이틀 페이지

모음곡들이 작곡된 연도를 완벽히 정립하는 것은 모음곡들이 작곡된 순서와 바이올린 소나타와의 전후관계를 고려해보면 매우 어려운 일이다. 하지만, 일반적으로는 작품들의 스타일을 비교분석했을 때, 첼로 모음곡들은 바이올린 소나타들이 작곡된 1720년 이전에 쓰이기 시작했다는 것이 학자들의 중론이다.
첼로 모음곡들은 1900년대 이전에는 그다지 유명하지는 않았고 보통 이 작품들이 에튀드의 목적으로 쓰인 것이라고 생각했다. 첼리스트 파블로 카잘스는 13세 때, 스페인 바르셀로나의 헌책방에서 그뤼츠마허판본의 첼로 모음곡 악보를 발견했다. 그가 이 곡을 공개적으로 연주한 것은 그의 나이 48세였던 1925년이었다. 그는 그의 연주를 녹음하는 것을 동의했고, 처음으로 여섯개의 조곡 전부를 녹음한 그의 음반은 곧 유명세를 탔고 지금도 여전히 사랑받는 연주 중 하나이다.
무반주 첼로 조곡에 피아노 반주를 작곡하려는 시도는 슈만에 의해서 상당히 진전되었고, 1923년 레오폴드 고도프스키는 모음곡 2번과 3번, 5번을 솔로 피아노를 위해 대위법을 사용한 편곡을 완성했다.
바흐의 바이올린 소나타와는 다르게, 무반주 첼로 모음곡의 자필 서명된 악보는 현존하지 않는다. 따라서 작곡가의 의도를 완벽하게 반영하는 연주용 원본 악보는 없는 상태이다. 하지만, 학자들은 바흐의 두 번째 부인이었던 안나 막달레나의 자필본을 포함한 2차 자료들을 분석해서 슬러나 기타 아티큘레이션 기호를 제외한 많은 부분에서 원본 악보에 상당히 가깝게 복원할 수 있었다. 그렇기 때문에, 하나의 단독 인정된 버전이 아닌 다양한 해석들이 가능하게 된 것이다.
오스트레일리아 다윈시에 위치한 찰스 다윈 대학교 음악 대학의 Martin Jarvis 교수의 최근 연구 결과는 안나 막달레나가 그녀의 남편의 이름으로 된 이름의 작품 중 몇몇 곡을 직접 작곡했을 가능성이 높다는 것을 보여주고 있다. Jarvis는 막달레나가 여섯 개의 첼로 모음곡을 쓴 장본인이며, 골드베르크 변주곡 (BMV 988)의 '아리아'를 작곡하는데 관여했다고 주장한다. 많은 수의 음악학자들과 연주자들은 이러한 가정의 근거가 빈약함을 지적하면서 이러한 주장을 회의적으로 바라보고 있다.

## 모음곡 소개
첼로 모음곡들은 각각 여섯 개의 악장이 다음과 같은 구조와 순서로 배열된 형식이다.
1. 프렐류드(Prelude)
2. 알르망드(Allemande)
3. 쿠랑트(Courante)
4. 사라반드(Sarabande)
5. 갤런트(Galanteries)
모음곡 1,2번 - 미뉴에트(Menuet), 모음곡 3,4번 - 부레 (음악)(Bouree), 모음곡 5,6번 - 가보트(Gavotte)
6. 지그(Gigue)

연구자들은 바흐가 이 모음곡들이 단순한 악장들의 임의적 배열이라기 보다는 유기적으로 구성된 사이클로 받아들여지기를 의도했다고 생각한다. 바흐의 다른 모음곡들과 비교해보면, 첼로 모음곡들은 악장들의 순서가 일관성을 가지고 배열되어 있다. 게다가, 전통적 형식을 탈피해서 대칭적인 디자인을 만들기 위해 바흐는 인터메조나 갤런트 악장들을 사라반드와 지그 사이의 짝을 지어 넣어놨다.
한 가지 주목해야할 점은 전체 모음곡집 중에서 단지 다섯 개의 악장만이 완전히 비화성적인데, 이는 다섯 악장이 하나의 단선율로만 이뤄졌다는 것이다. 이것들은 모음곡 1번의 두 번째 미뉴에트, 모음곡 2번의 두 번째 미뉴에트, 모음곡 3번의 두 번째 부레, 모음곡 4번의 두 번째 지그, 그리고 모음곡 5번의 사라반드이다. 모음곡 5번의 두 번째 가보트에서 한 번의 프림-화음(동시에 서로 다른 줄에서 같은 음을 긋는 기법)이 등장하지만 이는 원본 스코르다투라에서만 등장하고 일반적으로 연주되는 버전에서는 이러한 화음이 전혀 없다.
모음곡들은 파블로 카잘스나 원전악기 연주자 안너 빌스마(Anner Bylsma), 므스티슬라프 로스트로포비치, 그리고 요요마와 같이 많은 유명 첼리스트들에 의해 연주되고 녹음되었다. 특히, 요요마는 1985년 그의 베스트셀링 앨범 "여섯 개의 무반주 첼로 모음곡"으로 그래미 어워드 최고의 기악 연주자 상을 수상했다.

## 참조
1. ↑  Baroque Violin Blog of Dmitry Badiarov: Violoncello da spalla on a CD: Sigiswald Kuijken
2. ↑  http://67.15.250.3/~violadab/index.php/content/view/19/70/lang,en/%5B깨진+링크(과거+내용+찾기)%5D
3. 1 2  Dutter, Barbie and Nikkhah, Roya (2006년 4월 22일). “Bach works were written by his second wife, claims academic”. The Telegraph.